# Mount Fisek
Mount Fisek (englisch; bulgarisch връх Фисек wrach Fissek) ist ein 2000 m hoher Berg im westantarktischen Ellsworthland. In der Bastien Range des Ellsworthgebirges ragt er 9,6 km nördlich des Patmos Peak, 12 km ostnordöstlich des Wild Knoll, 10,84 km südöstlich des Mount Klayn und 22 km westlich des Mount Liptak auf. Seine steilen Nord-, Ost- und Südwesthänge sind teilweise unvereist. Der Nimitz-Gletscher liegt nordöstlich von ihm.
US-amerikanische Wissenschaftler kartierten ihn 1961 und 1988. Die bulgarische Kommission für Antarktische Geographische Namen benannte ihn 2014 nach einem Hügel im Nordosten Bulgariens.